# Cartoonito Olaszország
A Cartoonito Olaszország (olaszul: Cartoonito Italia) a Cartoonito gyerektévé olasz adásváltozata. 2011. augusztus 22-én indult. Az adó a 3-7 éves gyerekeknek sugároz gyermekműsorokat.
A csatorna FTA-csatorna, azaz ingyenesen fogható. Elsősorban Olaszországban érhető el olaszul, de mivel ingyenesen fogható, akár Magyarországon is lehet fogni.
2022. június 5-től a csatorna arculata és logója megújult.